# Alvise Giovanni Mocenigo
Alvise Giovanni Mocenigo (ur. 19 maja 1701 – zm. 31 grudnia 1778) – doża Wenecji.
Jego ojcem był Alvise Mocenigo, a matką Paolina Badoer. Alvise Giovanni Mocenigo był dożą od 19 kwietnia 1763 do śmierci. Był siódmym dożą z rodu Mocenigo, w tym czwartym o imieniu Alvise.

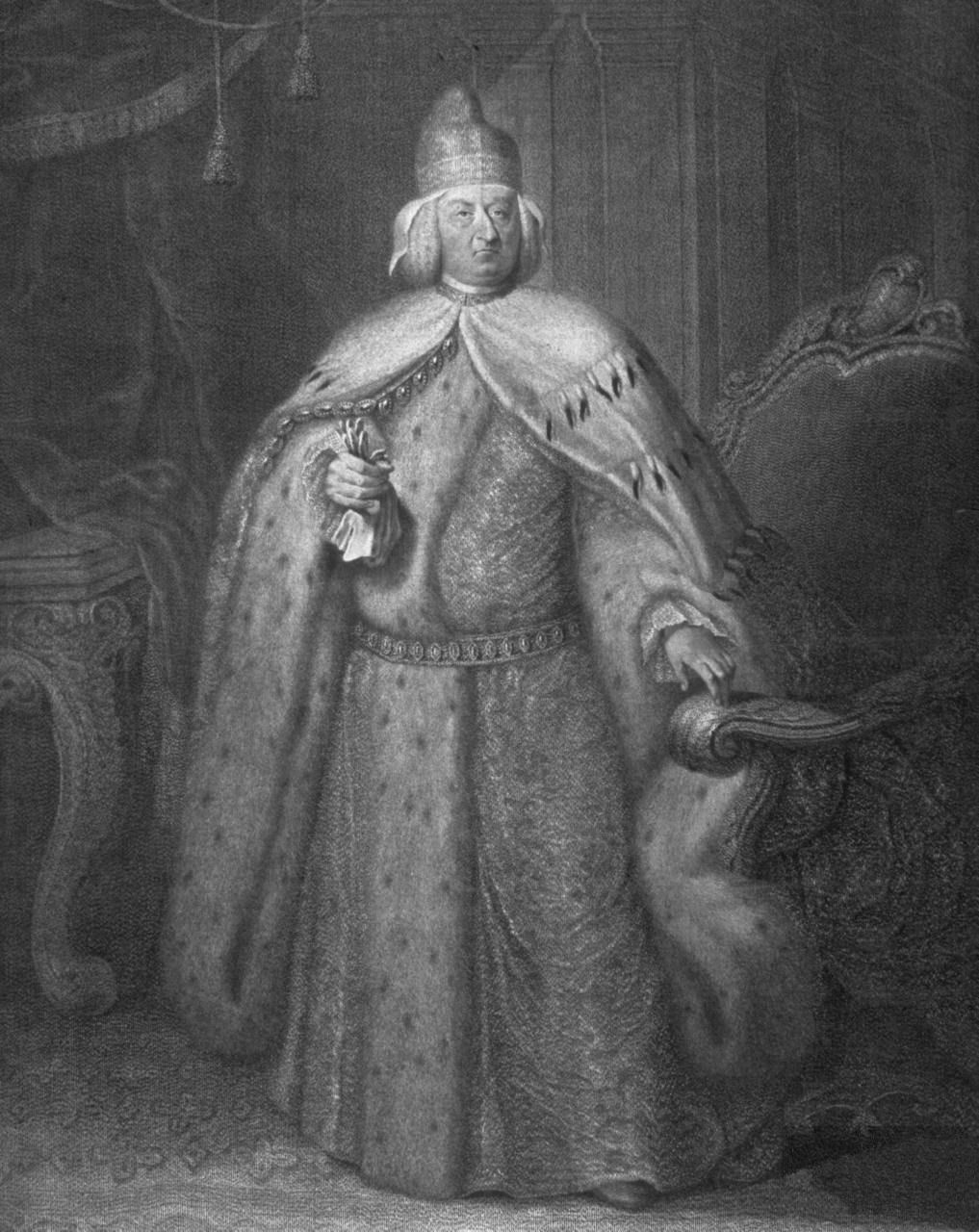
Alvise Giovanni Mocenigo – portret z 1763 roku

Rodzina Mocenigo była bogata, więc kariera polityczna Alviso toczyła się szybko. Jego żoną została Pisana Corner (która zmarła podczas urzędowania męża jako doży, w roku 1769). Mocenigo miał 6 synów. Choć nie brakowało mu zdolności organizacyjnych i przywódczych, plotkowano, że prawdziwym "dożą" jest jego żona.

## galeria monet

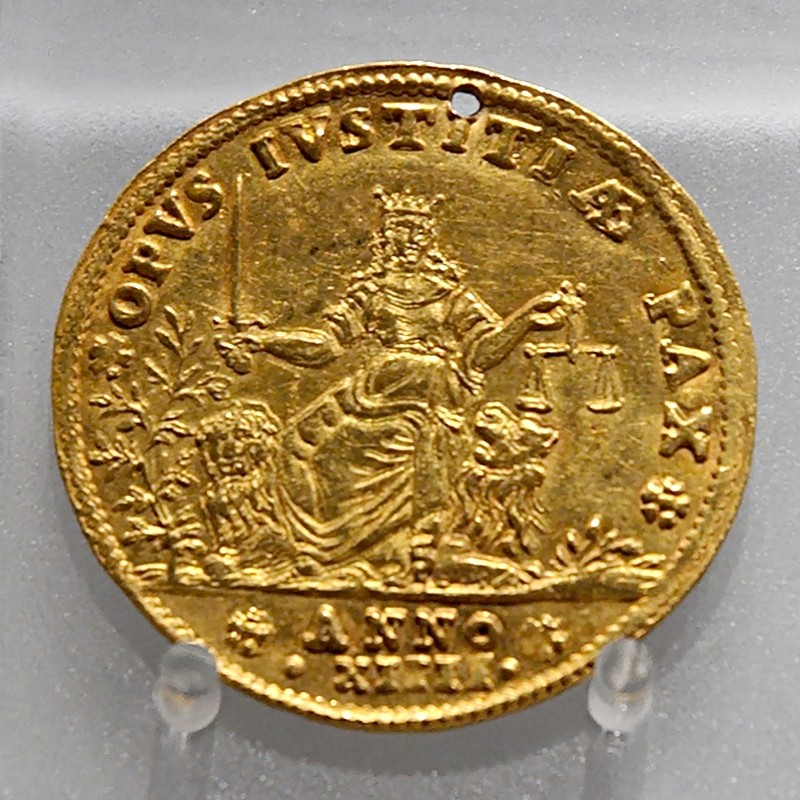
1763
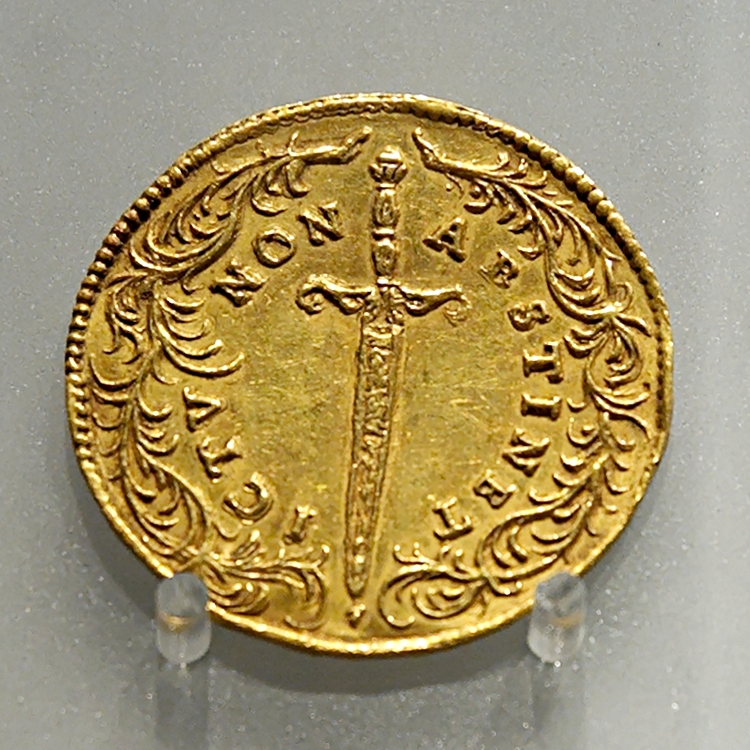
1764
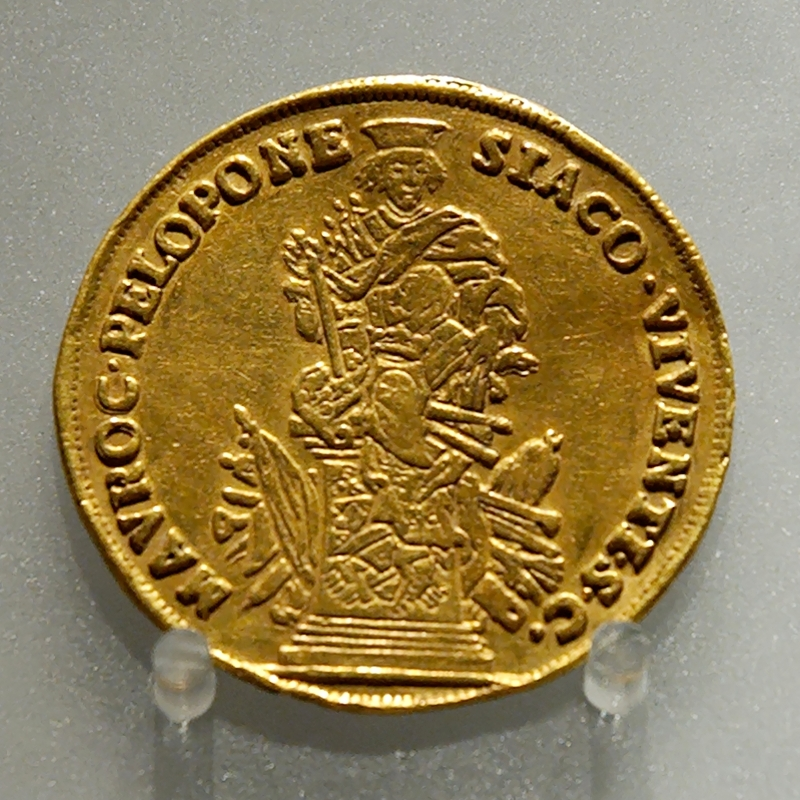
1765
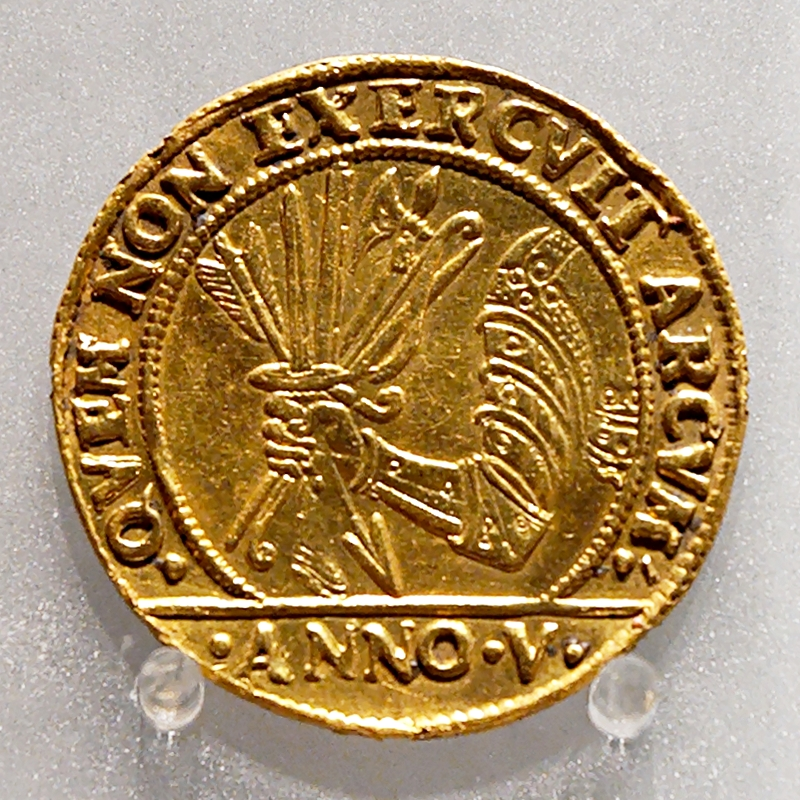
1767